# Symplecta cana
Symplecta cana là một loài ruồi trong họ Limoniidae. Chúng phân bố ở miền Tân bắc và Neotropic.